# Lunar Orbiter 3
Lunar Orbiter 3 war die dritte von fünf Mondsonden des Lunar-Orbiter-Programms der US-amerikanischen Weltraumorganisation NASA. Mit dem Lunar-Orbiter-Programm sollte der Mond fotografisch erfasst und kartografiert werden, um so Landeplätze für die Raumsonden des Surveyor-Programms sowie für die bemannte Mondlandung zu finden.

## Mission
Lunar Orbiter 3 startete am 5. Februar 1967 und erreichte den Mond am 8. Februar. Um 21:54 UTC schwenkte die Sonde in eine Umlaufbahn zwischen 210 und 1802 km Höhe bei einer Bahnneigung von 20,9° ein. Die Umlaufdauer betrug drei Stunden und 25 Minuten.
Nach vier Tagen wurde die Umlaufbahn abgesenkt. Die Bahnhöhe betrug nur noch zwischen 55 und 1847 km. Die Bildaufnahmen begannen am 15. Februar und dauerten bis zum 23. Februar. Ab 2. März 1967 wurden die Aufnahmen ausgelesen und zur Erde gefunkt. Am 4. März 1967 brannte ein Motor im Transportmechanismus der Kamera durch, wodurch 25 % der Bilder nicht ausgelesen werden konnten. Insgesamt erbrachte die Mission 149 Bilder mittlerer Auflösung und 477 Bilder hoher Auflösung, darunter auch vom Landeplatz von Surveyor 1. Lunar Orbiter 3 wurde am 9. Oktober 1967 gezielt zum Absturz gebracht und schlug bei 14,3°N, 97,7°W auf.